# Ivan Mrázek
Ivan Mrázek, Ivo Mrázek (ur. 18 stycznia 1926 w Brnie, zm. 5 kwietnia 2019 tamże) – czeski koszykarz, występujący na pozycji obrońcy, trener koszykarski.

## Osiągnięcia
Zespołowe
- sześciokrotny mistrz Czechosłowacji (1946–1951)[2]
- dwukrotny wicemistrz Czechosłowacji (1955, 1957)
- dwukrotny brązowy medalista mistrzostw Czechosłowacji (1952, 1953)

Indywidualne
- Wybrany do FIBA’s 50 Greatest Players
- Zaliczony do Galerii Sław Sportu miasta Brno (1998)

Reprezentacja
- Mistrz Europy (1946)[2]
- trzykrotny wicemistrz Europy (1947, 1951, 1955)[2]
- MVP mistrzostw Europy (1951)[2]
- dwukrotny lider strzelców mistrzostw Europy (1947, 1951)
- Uczestnik:
  - igrzysk olimpijskich (1948 – 7. miejsce, 1952 – 9–12. miejsce)[2]
  - mistrzostw Europy (1946, 1947, 1951, 1953 – 4. miejsce, 1955)

Trenerskie
- dwukrotny wicemistrz Pucharu Europy Mistrzów Krajowych (1964, 1968)[2]
- Brąz Pucharu Europy Mistrzów Krajowych (1963)[3]
- sześciokrotny mistrz Czechosłowacji (1958, 1962, 1963, 1964, 1967, 1968)[2]
- Finalista:
  - Pucharu Interkontynentalnego (1969)[2]
  - Pucharu Saporty (1974)[3]
- Uczestnik:
  - igrzysk olimpijskich (1960 – 5. miejsce)[2]
  - mistrzostw Europy (1963 – 10. miejsce)